# Bernd Ulrich Hucker
Bernd Ulrich Hucker (* 29. März 1944 in Bad Essen) ist ein deutscher Historiker und Erzählforscher. Er lehrte mittelalterliche Geschichte an den Universitäten Bamberg, Berlin (FU), Konstanz, Basel, Osnabrück und Vechta.

## Leben
Geboren als Sohn des Bremer Kaufmannsgehilfen Hinrich Hucker und der Stenotypistin Käthe, geb. Kruse, durchlief Bernd Ulrich Hucker zunächst eine Ausbildung zum Buchhändler und Antiquar und übte diese Berufe fünf Jahre lang aus. Anschließend studierte er Geschichte, Philosophie, Pädagogik und Germanistik in Oldenburg, Bonn, Münster und Bremen. Von 1975 bis 1984 war er Wissenschaftlicher Assistent an der PH Westfalen-Lippe und danach an der FU Berlin und an der Universität Bamberg. 1977 wurde Hucker zum Dr. paed. an der Pädagogischen Hochschule Westfalen-Lippe in Münster (Westfalen) promoviert. 1978 erhielt er den Hochschulpreis für seine Dissertation. Seit 1983 ist er Dr. phil. habil. und Privatdozent für Mittlere und Neuere Geschichte an der Universität Bamberg. Von 1984 bis 1987 arbeitete er dort als Akademischer Oberrat.
1987/1988 wirkte Hucker als wissenschaftlicher Mitarbeiter im DFG-Projekt „Briefe Ottos IV.“ der Monumenta Germaniae Historica. Von 1988 bis zu seiner Pensionierung 2009 war er Universitätsprofessor an der Universität Osnabrück, Abteilung Vechta (Bezeichnung seit 1995: Hochschule Vechta, seit 2011 Universität Vechta) und von 2011 bis 2020 Leiter des Forschungs- und Grabungsprojekts „Arkeburg“.
Hucker ist Mitbegründer des Instituts für Geschichte und historische Landesforschung, dessen Direktor er mit einer Unterbrechung von 1992 bis zu seiner Pensionierung am 31. März 2009 war. Er hatte die wissenschaftliche Leitung der von ihm konzipierten Niedersächsischen Landesausstellung „Otto IV. Traum vom welfischen Kaisertum“ in Braunschweig vom 8. August bis 8. November 2009 inne.
Hucker heiratete 1971. Aus der Ehe ging eine Tochter hervor.

## Ehrungen
Hucker ist Mitglied der Academie Genealogique Paris, der Historischen Kommission für Niedersachsen und Bremen (1981), der Baltischen Historischen Kommission (1986), seit 1994 Ehrenmitglied des Herold, Vereins für Heraldik, sowie Träger der Silbernen Ehrennadel des Heraldischen Vereins „Zum Kleeblatt“. Im Heimatbund der Männer vom Morgenstern wirkt er als korrespondierendes Mitglied.
Das Autorenpaar Corine Kisling und Paul Verhuyk veröffentlichte 2008 den Schlüsselroman Kweelgeest (niederländisch: „der Quälgeist“), hinter dessen Held, dem „deutschen Forscher Waldemar Isfeld“, sich Bernd Ulrich Hucker verbirgt.

## Forschungsgebiete
In seiner Dissertation über den Niederweser-Raum entwickelte Hucker anhand von Schriftquellen, Bodendenkmalen und oralen Überlieferungen die landeshistorische Methode weiter. Zudem war er maßgeblich beteiligt an der Herausgabe der Urkunden und Regesten der Landgemeinde Lehe durch den Magistrat der Stadt Bremerhaven. 
Seine Habilitationsschrift über Otto IV. und eine von ihm konzipierte Niedersächsische Landesausstellung rückten den lange vergessenen römisch-deutschen König und Kaiser neu ins Licht: Zwar politisch und militärisch erfolglos, förderte dieser Literatur, Wappenwesen, Baukunst (Frühgotik) und gründete eine Rittergesellschaft auf der Grundlage des von seinen angevinischen Verwandten forcierten höfischen Artus-Kultes (Heinrich II.). In diesen Kontext gehört auch die Gründung des Prämonstratenserstifts Kloster Heiligenberg durch die Grafen von Wernigerode 1217/18, dem Otto IV. bzw. sein Umfeld Reliquien des Märtyrers Thomas Becket aus England beschaffte.
Zum Thema der Stedingerkriege öffnete Hucker den Blick auf die Rolle, die der im Gebiet der Bauern lebende Adel bei den militärischen Auseinandersetzungen spielte und lokalisierte die Stätte der Schlacht von Altenesch.
Die altsächsische Arkeburg und die Burg Stotel (siehe Grafen von Stotel) konnten im Zusammenspiel von archäologischen und urkundlichen Untersuchungen datiert werden; desgleichen die Stadtgründung von Peine.
Auf dem Gebiet der Erzählforschung sammelte und edierte Hucker Sagen aus den Grafschaften Hoya und Diepholz, fand unbekannte orale Überlieferungen über die Hamelner Rattenfänger-Sage und Till Eulenspiegel heraus und konnte die Echtheit der Bremer Volkssagen von Friedrich Wagenfeld nachweisen.

## Schriften (Auswahl)
- Das Problem von Herrschaft und Freiheit in den Landesgemeinden und Adelsherrschaften des Mittelalters im Niederweserraum. 1978 (Münster, Pädagogische Hochschule Westfalen-Lippe, Dissertation, 1977).
- Till Eulenspiegel (= Stadtarchiv und Stadtbibliothek Braunschweig. Kleine Schriften. 5, ZDB-ID 565518-3). Beiträge zur Forschung und Katalog der Ausstellung vom 6. Oktober 1980 bis 30. Januar 1981. Stadtarchiv und Stadtbibliothek, Braunschweig 1980.
- Hermann Allmers und sein Marschenhof. Die Geschichte des Allmershofes und des Osterstader Dorfes Rechtenfleth in Beziehung zu Leben und Werk des Patrioten, Dichters und Gelehrten. Mit einer Bibliographie seiner Werke. Holzberg, Oldenburg 1981, ISBN 3-87358-136-1.
- Der Auszug der hämelschen Kinder 1284 aus quellenkritischer Sicht. In: Norbert Humburg (Hrsg.): Geschichten und Geschichte. Erzählforschertagung in Hameln 1984. Hildesheim 1985, ISBN 3-7848-5022-7, S. 89–102 u. Abb. S. 113 f.
- Kaiser Otto IV. (= Monumenta Germaniae Historica. Schriften. 34). Hahn, Hannover 1990, ISBN 3-7752-5162-6.
- Die Grafen von Hoya. Ihre Geschichte in Lebensbildern (= Schriften des Instituts für Geschichte und Historische Landesforschung, Vechta. 2). Verlag für Regionalgeschichte, Bielefeld 1993, ISBN 3-927085-84-7.
- Stift Bassum. Eine 1100jährige Frauengemeinschaft in der Geschichte (= Schriften des Instituts für Geschichte und Historische Landesforschung, Vechta. 3). Edition Temmen, Bremen 1995, ISBN 3-86108-276-4.
- Drakenburg. Weserburg und Stiftsflecken, Residenz der Grafen von Wölpe. Mit unveröffentlichten Fragmenten der „Bückener Chronik“ (= Geschichte des Fleckens Drakenburg. 2). Mit einem bauhistorischen Beitrag von Axel Fahl-Dreger. Heimatverein Drakenburg, Drakenburg 2000, ISBN 3-00-006602-0.
- Hoya und die Welt. Im Flug durch 1000 Jahre. Festvortrag aus Anlaß der Eröffnungsfeier des Hoyaer Museums im Staffhorstschen Burgmannshof am 4. Juni 2000 (= Hoyaer Hefte. 6, ZDB-ID 2283221-X). Heimatverein Museum Grafschaft Hoya, Hoya 2002.
- Otto IV. Der wiederentdeckte Kaiser. Eine Biographie (= Insel-Taschenbuch. 2557). Insel-Verlag, Frankfurt am Main u. a. 2003, ISBN 3-458-34257-5.
- Äbtissin Sophie von Brehna (1203–1226). Quedlinburg im Spannungsfeld des Kampfes zwischen Staufern und Welfen. In: Qvedlinburger Annalen. Bd. 10, 2007, ISSN 1436-7432, S. 35–50.
- Helmold II. von Plesse als Repräsentant imperialer Politik; Rekonstruktion der Itinerare Helmolds II. von Plesse und Wie kamen die von Plesse nach Mecklenburg? In: Christian von Plessen (Hrsg.): Maueranker und Stier. Schwerin 2015, ISBN 978-3-944033-03-7, S. 84–104, 170–183.
- mit Thomas Budde und Thomas Küntzel: Die mittelalterlichen Stadtgründungen von Peine und Rosenthal. Beiträge zur mittelalterlichen Siedlungsentwicklung im Raum Peine. Hrsg. vom Kreisheimatbund Peine e. V. (= Schriftenreihe Bd. VIII), Peine 2017, ISBN 978-3-9805245-8-2.
- Die „Klostergrafschaft“ – Schicksale der hoyaschen Klöster während der lutherischen Reformation im 16. Jahrhundert. In: Heillose Möncherey – Das Schicksal der Klöster während der Reformation. Begleitband zur Sonderausstellung im Museum Nienburg/Weser. Nienburg 2017, ISBN 978-3-9813995-9-2, S. 66–81.
- Sannau 880 Jahre. Zur Frühgeschichte eines Stedinger Dorfes. Bremen 2019, ISBN 3-938275-97-9.
- Spottwappen und Gaunerzinken. Zu Unrecht vergessene Wappenkategorien (mit Blick auf das „Wappen“ Till Eulenspiegels). In: Kleeblatt. Zeitschrift für Heraldik und verwandte Wissenschaften 38 (2021), Heft 1, ISSN 2191-7965, S. 16–29.
- Staffhorst im Mittelalter. In: Jens Schaper (Hrsg.): Staffhorst, Geschichte eines alten Dorfes am Folcwech. Printhaus Druck, Syke 2022, ISBN 978-3-00-073561-5, S. 20–47 (doi:10.25716/amad-85441  Langfassung des Aufsatzes).
- Bernd Ulrich Hucker / Hans Georg Trüper: Die Herren von Bederkesa (1059-1504), Geschichte und Regesten einer Adelsfamilie im Erzstift Bremen, 2. verbesserte Aufl. Hrsg.: Axel Behne (= Sonderveröffentlichungen des Heimatbunds der Männer vom Morgenstern, Neue Reihe. Nr. 57). Eigenverlag, Bremerhaven 2025, ISBN 978-3-931771-02-7.

## Herausgeberschaften
- mit Wolfgang Virmond: Edward Schröder, Untersuchungen zum Volksbuch von Eulenspiegel. Nach dem unvollendeten Manuskript von etwa 1936 herausgegeben (= Abhandlungen der Akademie der Wissenschaften in Göttingen. Phil.-hist. Klasse, 3. Folge, Nr. 159). Göttingen 1988, ISBN 3-525-82443-2.
- Friedrich Wagenfeld: Bremen’s Volkssagen neu ediert und mit Erläuterungen versehen. Bremen 1996, ISBN 3-86108-121-0.
- mit Ernst Schubert und Bernd Weisbrod: Niedersächsische Geschichte. Wallstein, Göttingen 1997, ISBN 3-89244-223-1.
- mit H. Joachim Kusserow: Zwischen Hoya und Brooklyn. Neue Beiträge zu Person, Familie und Werk Heinrich Albert Oppermanns (= Hoyaer Hefte. 8). Hoya 2003, ISBN 3-00-012250-8.
- mit Hans-Jürgen Derda: Otto IV. – Traum vom welfischen Kaisertum. Petersberg 2009, ISBN 978-3-86568-500-1.
- Landesgeschichte und regionale Geschichtskultur. Hannover 2013, ISBN 978-3-7752-6064-0.
- als Herausgeber: Eine Burg im Moor – die Arkeburg. Kiel 2015, ISBN 978-3-943025-25-5.
- Natternkönigin und Riesen. Sagen aus dem Harpstedter Raum. Gesammelt und erläutert. Kiel 2016, ISBN 978-3-943025-33-0.
- Von Wernigerode nach Heiligenberg. Kloster Heiligenberg / Mons Sanctae Mariae. Mit der Edition des Heiligenberger Bibliothekskataloges, bearbeitet von Hartmut Bösche. Kiel 2018, ISBN 978-3-943025-49-1.
- mit Eugen Kotte: Geschichtslandschaften (= Kulturwissenschaft(en) als interdisziplinäres Projekt 15). Berlin / Bern 2020, ISBN 978-3-631-81857-2.

## Schrifttum
- Paul Stubbemann (Pseud. Hermann Bote): Ulenspeegel. Wer’t glöwt, de glöwt’, un wer’t nich glöwt, de bruk’t nich glöwen. Mitteilungen des Vereins für Niedersächsisches Volkstum e. V. Bremen 52 (1977), Heft 99, S. 1–3.
- Peter Nitschke, Mark Feuerle (Hrsg.): Imperium et comitatus. Das Reich und die Region. Festschrift zum 65. Geburtstag. Frankfurt a. M. / Berlin 2009, ISBN 978-3-631-58947-2.
- Bernd Ulrich Hucker: Das Scheitern zweier Berufswechsel nach Rotenburg. In: Rotenburger Schriften, Heft 100 (2020), ISBN 978-3-86707-900-6, S. 133–137 (autobiographische Erinnerung an den Erzählforscher Alfred Cammann).